# Lorbach (Mechernich)
Lorbach ist ein Stadtteil von Mechernich, Kreis Euskirchen, Nordrhein-Westfalen.
Durch das Dorf führt die Kreisstraße 28 zwischen Kallmuth und Bergheim. Lorbach ist von drei Bergen umgeben, dem Lichtert (493,5 m), dem Pflugberg (499,1 m) und dem Galgennück (472,0 m).
1908 wurde zu Ehren der Immerwährenden Hilfe eine Kapelle gebaut. Sie geht auf Stiftungen zurück und wurde 1960 erweitert.
Am 1. Juli 1969 wurde Lorbach nach Mechernich eingemeindet.
Die VRS-Buslinie 826 der Firma Karl Schäfer Omnibusreisen verbindet den Ort mit Kalenberg und Mechernich. Die Fahrten verkehren überwiegend als TaxiBusPlus im Bedarfsverkehr. Zusätzlich verkehren einzelne Fahrten der auf den Schülerverkehr ausgerichteten Linie 827.
| Linie | Betreiber        | Verlauf |
| ----- | ---------------- | --- |
| 826   | Kreis EU/Schäfer | MiKE (außer im Schülerverkehr): Kalenberg / (Kall Bf – Keldenich – Dottel) – Kallmuth – Lorbach – Bergheim – (Vollem ← Vussem ← Breitenbenden ←) Mechernich Stiftsweg – Mechernich Bf |
| 827   | Schäfer          | Zingsheim – Weyer – Dreimühlen – Eiserfey – Vollem – Urfey – Kallmuth – Lorbach – Bergheim – (Holzheim → Harzheim →) Vussem – Breitenbenden – Mechernich Stiftsweg – Mechernich Bf    |